# Charinus australianus
Espèce
Synonymes
- Phrynus australianus L. Koch, 1867

Charinus australianus est une espèce d'amblypyges de la famille des Charinidae.

## Distribution
Cette espèce se rencontre aux Samoa, aux Fidji et aux Salomon,.

## Description
La carapace de l'holotype mesure 3 mm de long sur 4 mm et l'abdomen 4 mm.
La carapace décrite par Miranda, Giupponi, Prendini et Scharff en 2021 mesure 3,88 mm de long sur 3,50 à 4,95 mm.

## Systématique et taxinomie
Cette espèce a été décrite sous le protonyme Phrynus australianus par L. Koch en 1867. Elle est placée dans le genre Charon par L. Koch et Keyserling en 1885 puis dans le genre Charinus par Simon en 1892.
Charinus australianus cavernicolus, Charinus australianus elegans et Charinus australianus longipes ont été élevées au rang d'espèce par Miranda, Giupponi, Prendini et Scharff en 2021.

## Publication originale
- L. Koch, 1867 : « Beschreibungen neuer Arachniden und Myriapoden. II. » Verhandlungen der Zoologisch-Botanischen Gesellschaft in Wien, vol. 17, p. 173-250 (texte intégral).